# Jim Sarbh
Jim Sarbh (Mumbai, 27 agosto 1987) è un attore indiano.

## Filmografia parziale
- Volo Pan Am 73 (Neerja), regia di Ram Madhvani (2016)
- A Death in the Gunj, regia di Konkona Sen Sharma (2016)
- Raabta, regia di Dinesh Vijan (2017)
- Padmaavat, regia di Sanjay Leela Bhansali (2018)
- Sanju, regia di Rajkumar Hirani (2018)
- The Wedding Guest - L'ospite sconosciuto (The Wedding Guest), regia di Michael Winterbottom (2018)
- Jonaki, regia di Aditya Vikram Sengupta (2018)
- Photograph, regia di Ritesh Batra (2019)
- House Arrest, regia di Samit Basu e Shashanka Ghosh (2019)
- Taish, regia di Bejoy Nambiar (2020)
- Yeh Ballet, regia di Sooni Taraporevala (2020)

## Premi
- International Indian Film Academy Awards
  - 2017: "Best Actor In Negative Role"
- Screen Awards
  - 2017: "Best Male Debut"
- Stardust Awards
  - 2017: "Best Actor in a Negative Role"
- Zee Cine Awards
  - 2017: "Best Actor in a Negative Role"; "Best Male Debutant"
- Asiavision Awards
  - 2019: "Best Actor in a Negative Role"